# 鮭斑花鮨
鮭斑花鮨為輻鰭魚綱鱸形目鱸亞目鮨科的其中一種，被IUCN列為次級保育類動物，分布於中東大西洋巴西的岩礁海域，棲息深度30-55公尺，體長可達6.1公分，為底棲性魚類，生活習性不明。

## 擴展閱讀
維基物種上的相關：鮭斑花鮨